# 吉浜町 (横浜市)
吉浜町（よしはまちょう）は、神奈川県横浜市中区の町名。「丁目」の設定のない単独町名である。住居表示未実施区域。

## 地理
中区の中央部に位置し、東に山下町、南に石川町、西と北に松影町と接している。

## 歴史

### 沿革
- 1889年（明治22年）4月1日 - 横浜市に編入。横浜市吉浜町となる[6]。
- 1927年（昭和2年）10月1日 - 横浜市の区制施行により、中区を新設。横浜市中区吉浜町となる[7]。

## 世帯数と人口
2025年（令和7年）6月30日現在（横浜市発表）の世帯数と人口は以下の通りである。
| 町丁   | 世帯数  | 人口  |
| ------ | ------- | ----- |
| 吉浜町 | 500世帯 | 981人 |

### 人口の変遷
国勢調査による人口の推移。
| 年                 | 人口  |
| ------------------ | ----- |
| 1995年（平成7年）  | 92    |
| 2000年（平成12年） | 89    |
| 2005年（平成17年） | 963   |
| 2010年（平成22年） | 1,090 |
| 2015年（平成27年） | 990   |
| 2020年（令和2年）  | 997   |

### 世帯数の変遷
国勢調査による世帯数の推移。
| 年                 | 世帯数 |
| ------------------ | ------ |
| 1995年（平成7年）  | 60     |
| 2000年（平成12年） | 60     |
| 2005年（平成17年） | 450    |
| 2010年（平成22年） | 517    |
| 2015年（平成27年） | 475    |
| 2020年（令和2年）  | 489    |

## 学区
市立小・中学校に通う場合、学区は以下の通りとなる（2023年4月時点）。
| 番・番地等 | 小学校               | 中学校                 |
| ---------- | -------------------- | ---------------------- |
| 1番地      | 横浜市立元街小学校   | 横浜市立港中学校       |
| 2番地      | 横浜市立南吉田小学校 | 横浜市立横浜吉田中学校 |

## 事業所
2021年現在の経済センサス調査による事業所数と従業員数は以下の通りである。
| 町丁   | 事業所数 | 従業員数 |
| ------ | -------- | -------- |
| 吉浜町 | 77事業所 | 746人    |

### 事業者数の変遷
経済センサスによる事業所数の推移。
| 年                 | 事業者数 |
| ------------------ | -------- |
| 2016年（平成28年） | 75       |
| 2021年（令和3年）  | 77       |

### 従業員数の変遷
経済センサスによる従業員数の推移。
| 年                 | 従業員数 |
| ------------------ | -------- |
| 2016年（平成28年） | 1,218    |
| 2021年（令和3年）  | 746      |

## 交通

### 鉄道
- 東日本旅客鉄道（JR東日本）根岸線
  - 石川町駅（所在地は石川町2丁目であるが、駅半分と北口は吉浜町に入っている。）
- 首都高速道路横羽線・狩場線
  - 石川町ジャンクションおよび石川町入口

## 施設
- 横浜山手中華学校
- 食品館あおば 元町店[17]

## その他

### 日本郵便
- 郵便番号：231-0024[3]（集配局：横浜港郵便局[18]）

### 警察
町内の警察の管轄区域は以下の通りである。
| 番・番地等 | 警察署         | 交番・駐在所 |
| ---------- | -------------- | ------------ |
| 全域       | 伊勢佐木警察署 | 寿町交番     |